# Karenn
Pour les articles homonymes, voir Karen.
Karenn est un duo britannique de techno. Il est formé par Arthur Cayzer et Jamie Roberts, également connus respectivement sous les pseudos Pariah et Blawan. Ils se produisent sur les labels Token et Works the Long Nights, et sont connus pour leur utilisation de nombreux instruments analogiques,,,.

## Histoire
Le groupe est formé en 2011 après que les deux artistes se soient rencontrés en tant que disc jockey lors d'événements et en sortant des disques sur le même label, R&S Records. Ils fonde leur propre label pour sortir leurs morceaux, Works the Long Nights.
Après une pause de cinq ans, Karenn se réunit en 2019 pour sortir l'EP Kind of Green sur leur nouveau label Voam. Leur premier album est écrit à Berlin pendant l'été européen de 2019 et sort au mois de novembre suivant. Il s'intitule Grapefruit Regret et comporte huit titres. Contrairement aux enregistrements précédents, Karenn utilise une boîte à rythmes. En 2020, Voam sort un vinyle intitulé Music Sounds Better With Shoe by Karenn, qui comporte une face A entendue pour la première fois dans leur set de 2014 à la Boiler Room. En 2020, la configuration live de Karenn est composée d'un looper Boss RC-505, d'une pédale de delay Eventide Timefactor, d'une pédale de phaser EHX Bad Stone, d'un synthétiseur Elektron Digitone et d'une pédale de saturation Strymon Deco. 

## Discographie
- 2011 : Untitled (Sheworks 001, novembre 2011)
- 2012 : Untitled (Sheworks 004, novembre 2012)
- 2014 : Untitled (Sheworks 006, octobre 2014)